# 特別用途機動單位
特別用途機動單位（俄语：отряд мобильный особого назначения；拉丁化：otryad mobil'nyy osobogo naznacheniya；縮寫：OMOH / OMON，中文音译“阿蒙”或 “奥摩”）是目前隸屬俄羅斯國家近衛軍（曾分別隸屬蘇聯內務部及俄羅斯聯邦內務部）的特種警察部隊，於1988年成立，成立時為前蘇聯警察的第一支特種部隊，這些單位在蘇聯解體前及後的一些重大事件和衝突當中均發揮了相當重要的作用。時至今日，特別用途機動單位比起同屬俄羅斯國家近衛軍的特別迅速應變分隊擁有更高的知名度及更龐大的規模，並被認為是比起一般防暴警察和憲兵等準軍事部隊更為優秀。

## 歷史

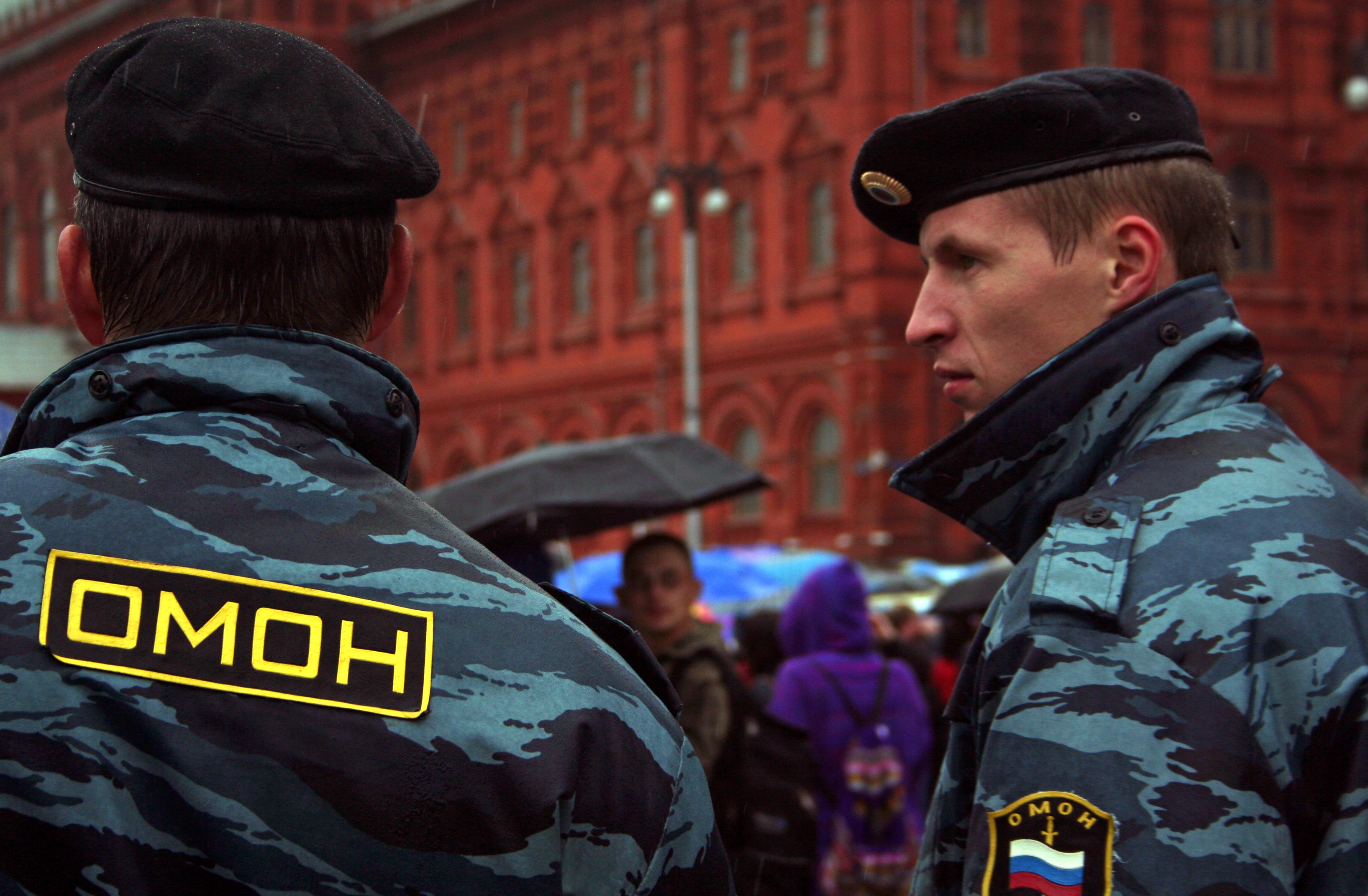
兩名在紅場上維持秩序的OMON隊員

時任俄羅斯總統德米特里·梅德維傑夫及內務部部長拉希德·努爾加利耶夫於2011年視察位於布良斯克的特別用途機動單位總部。

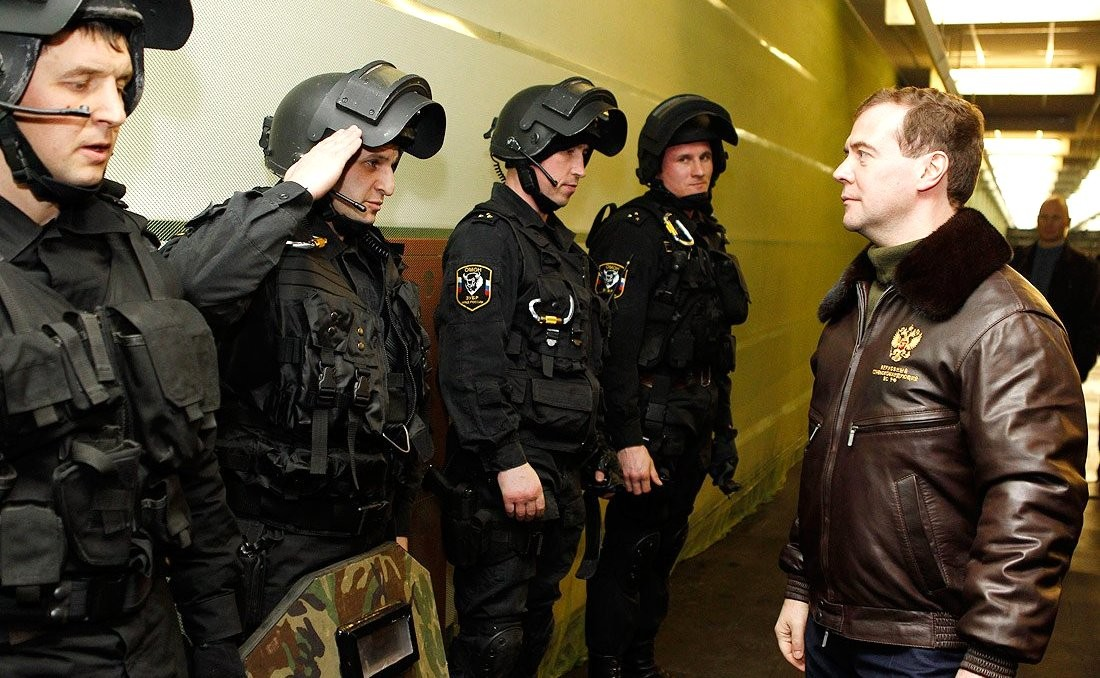
俄羅斯總統德米特里·梅德維傑夫與OMON隊員

特別用途機動單位的概念最早起源於1979年，當時蘇聯當局擔心將於莫斯科舉行的1980年夏季奧林匹克運動會會受到恐怖份子的襲擊。為了防止像1972年慕尼黑慘案的悲劇在蘇聯境內重演，當局成立了蘇聯的第一支特種警察部隊。該部隊被用於處理各種緊急事件，例：高風險逮捕行動、人質危機，以及反恐等。
而現今的特別用途機動單位就是繼承自該部隊，並於1988年10月3日根据苏联内务部第206号令正式成立。這些單位的人員大多都是蘇聯陸軍中的退伍軍人，當中一些人員更曾參與過蘇聯在阿富汗戰爭。他們會被用作防暴警察以鎮壓示威及阻止流氓行為，亦會處理涉及暴力犯罪的緊急事件。他們後來更接手一些更大範圍的警察工作，包括：設置防線和街上巡邏等，甚至會執行一些準軍事及軍事級的任務。只要俄羅斯境內發生大規模反政府示威的時候，特別用途機動單位便會根據政府下達的指令前來清場，因此也時常出現特別用途機動單位的隊員濫暴（如毆打手無寸鐵和沒作出反抗的示威者）和侵犯人權的新聞。
隨著俄羅斯警察於2011年重新編制，特別用途機動單位被改名為“獨立用途部隊”，而特別迅速應變分隊則成為“特別用途部隊”。從本質上來說，所有俄羅斯的警察系特種部隊均改由內務部聯合指揮。
值得一提的是，該部隊原本被稱作“特別用途民兵單位”（俄语：Отряд милиции особого назначения）。但於2012年，俄羅斯把它改名為“特別用途機動單位”，並保留著原有的OMON這個縮寫。
於2016年4月5日，特別用途機動單位被改編到新成立的俄羅斯國家近卫軍。據索洛托夫將軍指出，OMON和SOBR的成員已於2018年由警員升格為軍人。
2022年俄羅斯入侵烏克蘭期間，俄羅斯派遣其OMON單位進入烏克蘭執行任務，當中有部份隊員陣亡。

## 編制、選拔和訓練
在俄羅斯境內的每個州份及大城市都會駐有至少一個特别用途機動單位，以方便應付各種緊急事件。自2016年起，特別用途機動單位隸屬於國家近衛軍部隊指揮部並受到各地區指揮部的指揮，而這些單位預料將會部署於支援內務部的警察部隊。根據不同的資料指出，於1990年代有約10,500或15,000名特別用途機動單位隊員駐守在全國的人口中心和重要交通樞紐當中。至2007年，全國共有20,000名特別用途機動單位隊員。當中規模最大的為莫斯科地區的特別用途機動單位，一共有超過2,000名隊員。每名特別用途機動單位隊員一般在45歲左右退役，他們有時會被拖欠工資。比如在2001年，50名來自莫斯科的特別用途機動單位隊員向法院申訴，聲稱他們仍未收到被派到車臣作戰一個月的工資。另外由於他們經常執行一些高風險任務（尤其是在北高加索地區），因此經常在戰鬥中承受傷亡。
特別用途機動單位的隊員均需有著良好的體格、對各種輕武器和徒手格鬥有一定程度的熟悉。每名年齡介乎22—30歲的男性在服完兩年兵役後方可申請入隊。入隊時需通過醫療和心理測驗，以及在體能和速度上的測驗。最初的訓練長達四個月，當中考生會頻繁地被訓練使用各種武器和如何進行近戰，並會訓練他們不惜一切地服從命令。另外亦特別強調城市作戰、進入和掃蕩每棟建築物。法律培訓亦包括在訓練環節當中。最終的環節需要考生戴上拳套，並與三名到五名現役特別用途機動單位隊員進行格鬥。通常只有不到五分之一的考生能夠成功通過該訓練並入隊。

## 部署
目前俄罗斯國家近衛軍下设8个管区，每个管区下辖一部分地区國家近衛軍分局。大部分OMON和SOBR支队由地区國家近衛軍分局管辖，不同地区分局的战术单位可以跨区支援。

### 中央直屬單位
- 國家近衛軍航空快速反应中心-野牛

| - 莫斯科市分局-长剑、先锋 - 莫斯科州分局-佩列斯韦特、鲁西奇 - 特维尔州分局-酒吧 - 图拉州分局-铁锤 - 斯摩棱斯克州分局-克里维奇 - 卡卢加州分局-猎户座 - 布良斯克州分局-阿森纳、军火庫 - 奥廖尔州分局-要塞 - 库尔斯克州分局-猎鹰 - 别尔哥罗德州分局-监狱 - 沃罗涅日州分局-中心 - 利佩茨克州分局-军团 - 坦波夫州分局-巨浪 - 梁赞州分局-科洛弗拉特 - 弗拉基米尔州分局-涅夫斯基 - 伊万诺沃州分局-斯巴达 - 雅罗斯拉夫尔州分局-明智 - 科斯特罗马州分局-堡垒 | - 列宁格勒州 / 圣彼得堡市分局-堡垒 - 科米共和国分局-科米人、北极 - 摩尔曼斯克州分局-熊 - 加里宁格勒州分局-冰雹 - 普斯科夫州分局-城堡 - 诺夫哥罗德州分局-瓦良格 - 卡累利阿共和国分局-伊尔维斯 - 阿尔汉格尔斯克州分局-天蝎座 - 沃洛格达州分局-泰坦、信号旗 | - 下诺夫哥罗德州分局-牵牛星 - 莫尔多瓦共和国分局-阿尔库达（Arkuda）、熊 - 奔萨州分局-卫士 - 萨拉托夫州分局-爱国者、阿特拉斯 - 乌里扬诺夫斯克州分局-辛比尔 - 楚瓦什共和国分局-苏瓦尔 - 萨马拉州分局-悬崖 - 馬里埃尔共和国分局-塔希尔 - 鞑靼斯坦共和国分局-阿克巴斯 - 奥伦堡州分局-眼镜蛇 - 基洛夫州分局-维亚蒂奇 - 乌德穆尔特共和国分局-酒吧 - 巴什科尔托斯坦共和国分局-乌拉尔 - 彼尔姆边疆区分局-帕尔马 | - 达吉斯坦共和国分局-里海-蝎子 - 印古什共和国分局-金雕-南 - 车臣共和国分局-阿赫玛特-1、阿赫玛特-堡垒、阿赫玛特-格罗兹尼 - 北奧塞梯-阿蘭共和国分局-雪豹 - 卡巴尔达-巴尔卡尔共和国分局-顶点 - 卡拉恰伊-切爾克斯共和國分局-野马 - 斯塔夫罗波尔边疆区分局-斯维亚托戈尔、南部堡垒 |

| - 克里米亚半岛一塞瓦斯托波尔分局-金雕、金雕—S、狮鹫 - 罗斯托夫州分局-萨尔玛特 - 伏尔加格勒州分局-向量 - 阿斯特拉罕州分局-游集-南 - 克拉斯诺达尔边疆区分局-金丝桃一南 - 卡尔梅克共和國分局-卫拉特 - 阿迪格共和国分局-菲什特山 | - 斯维尔德洛夫斯克州分局-孔雀石 - 車里雅賓斯克州分局-钢铁、塔加奈、原子 - 库尔干州分局-斯基夫 - 秋明州分局-里加、野猪 - 亚馬尔-涅涅茨自治区分局-北方 - 汉特-曼西自治区分局-白鹤、隼-尤格拉 | - 新西伯利亚州分局-西伯利亚、高速公路 - 阿尔泰边疆区分局-阿尔泰 - 克麦罗沃州分局-护身符 - 鄂木斯克州分局-突击队 - 阿尔泰共和国分局-阿克塔什 - 哈卡斯共和国分局-巨石 - 克拉斯诺亚尔斯克边疆区分局-强悍战士、屏障 - 图瓦共和国分局-阿迪格 - 伊尔库茨克州分局-打击 - 托木斯克州分局-勇士 | - 哈巴羅夫斯克邊疆區分局-阿穆尔斯基、老虎 - 滨海边疆区分局-日出 - 萨哈林州分局-台风 - 阿穆尔州分局-天天星 - 萨哈共和国分局-牛 - 马加丹州分局-卫兵 - 外贝加尔边疆区分局-鸢 - 布里亚特共和国分局-矛隼 |

## 常見裝備
特別用途機動單位裝備有大量俄羅斯製的輕武器，他們也配備有特別裝備的小型貨車、巴士、大型貨車和裝甲運兵車（包括：BTR-60、BTR-70和BTR-80）。
其隊員們均佩戴一頂與海軍步兵相同的黑色貝雷帽，穿著全黑的戰鬥服、及藍色或灰色的Noch-91警用迷彩服，還有較罕見的俄羅斯內衛部隊制服連黑色巴拉克拉瓦頭套和頭盔。從2010年代後期到現在，部份地區的特別用途機動單位開始改用更先進的作戰裝具及裝備（如：A-TACS LE作戰服，附帶Molle系統的攜板背心，以及模組化戰鬥頭盔等），與聯邦安全局及直屬聯邦國家近衛軍的特種部隊及特別迅速應變分隊對齊。

### 個人武器

#### 手槍
| 武器名稱   | 原產地 | 備註 |
| ---------- | ------ | ---- |
| PM         | 苏联   | -    |
| PB         | 苏联   | -    |
| APS        | 苏联   | -    |
| APB        | 苏联   | -    |
| MP-443烏鴉 | 俄羅斯 | -    |

#### 衝鋒槍
| 武器名稱   | 原產地        | 備註 |
| ---------- | ------------- | ---- |
| PP-91雪松  | 俄羅斯        | -    |
| OTs-02柏樹 | 苏联 · 俄羅斯 | -    |
| PP-19野牛  | 俄羅斯        | -    |
| 勇士-SN    | 俄羅斯        | -    |
| PP-2000    | 俄羅斯        | -    |

#### 突擊步槍／卡賓槍
| 武器名稱   | 原產地        | 備註                     |
| ---------- | ------------- | ------------------------ |
| AKM        | 苏联          | 包括衍生型AKMS           |
| AK-74      | 苏联 · 俄羅斯 | 包括衍生型AKS-74和AK-74M |
| AK-103     | 俄羅斯        | -                        |
| AK-104     | 俄羅斯        | -                        |
| AK-105     | 俄羅斯        | -                        |
| AKS-74U    | 苏联          | -                        |
| OTs-14雷霆 | 俄羅斯        | -                        |
| 9A-91      | 俄羅斯        | -                        |

#### 狙擊步槍
| 武器名稱 | 原產地 | 備註 |
| -------- | ------ | ---- |
| SVD      | 苏联   | -    |
| SVU      | 俄羅斯 | -    |
| VSK-94   | 俄羅斯 | -    |
| SV-98    | 俄羅斯 | -    |

#### 輕機槍／通用機槍
| 武器名稱 | 原產地 | 備註 |
| -------- | ------ | ---- |
| RPK      | 苏联   | -    |
| RPK-74   | 苏联   | -    |
| PKM      | 苏联   | -    |

#### 霰彈槍
| 武器名稱  | 原產地 | 備註 |
| --------- | ------ | ---- |
| KS-23     | 苏联   | -    |
| Saiga-12K | 俄羅斯 | -    |

#### 榴彈發射器
| 武器名稱      | 原產地 | 備註               |
| ------------- | ------ | ------------------ |
| GP-25／30／34 | 苏联   | 下掛於AK步槍護木下 |
| GM-94         | 俄羅斯 | -                  |
| RG-6          | 苏联   | -                  |

#### 火箭推進榴彈
| 武器名稱 | 原產地 | 備註   |
| -------- | ------ | ------ |
| RPG-7    | 苏联   | 可重用 |
| RPG-18   | 苏联   | 一次性 |
| RPG-22   | 苏联   | 一次性 |

### 個人裝備
- 防暴盔
- 防暴盾
- 警棍
- 防彈盔
- 防彈盾
- 戰術背心
- 攜板背心
- 無線電
- 手榴彈

## 其他
OMON（ОМОН）的字眼在鏡面反射下會顯示為“HOMO”，即同性戀者的英文簡稱。許多反對俄羅斯政府的人會加以利用這個字眼來達到諷刺效果。

## 相關參見
- 特別迅速應變分隊
- 俄羅斯特種部隊
- 別爾庫特部隊
- 勇士特種部隊
- 鑽石反恐特別單位

## 備註
1. ↑  白俄羅斯、哈薩克斯坦及塔吉克斯坦等其餘前蘇聯成員國，都在蘇聯解體後繼承了特別用途民兵單位。

## 外部連結
- Unofficial OMON webpage
- The Kingdom of OMON （页面存档备份，存于）, The eXile, 18 May 2007